# Philipp Otto Runge
Philipp Otto Runge (alemany: Philipp Otto Runge‎‎)  (Wolgast, 23 de juliol de 1777 - Hamburg, 2 de desembre de 1810) va ser, junt amb Caspar David Friedrich, el pintor més important del romanticisme primerenc alemany.

## Biografia

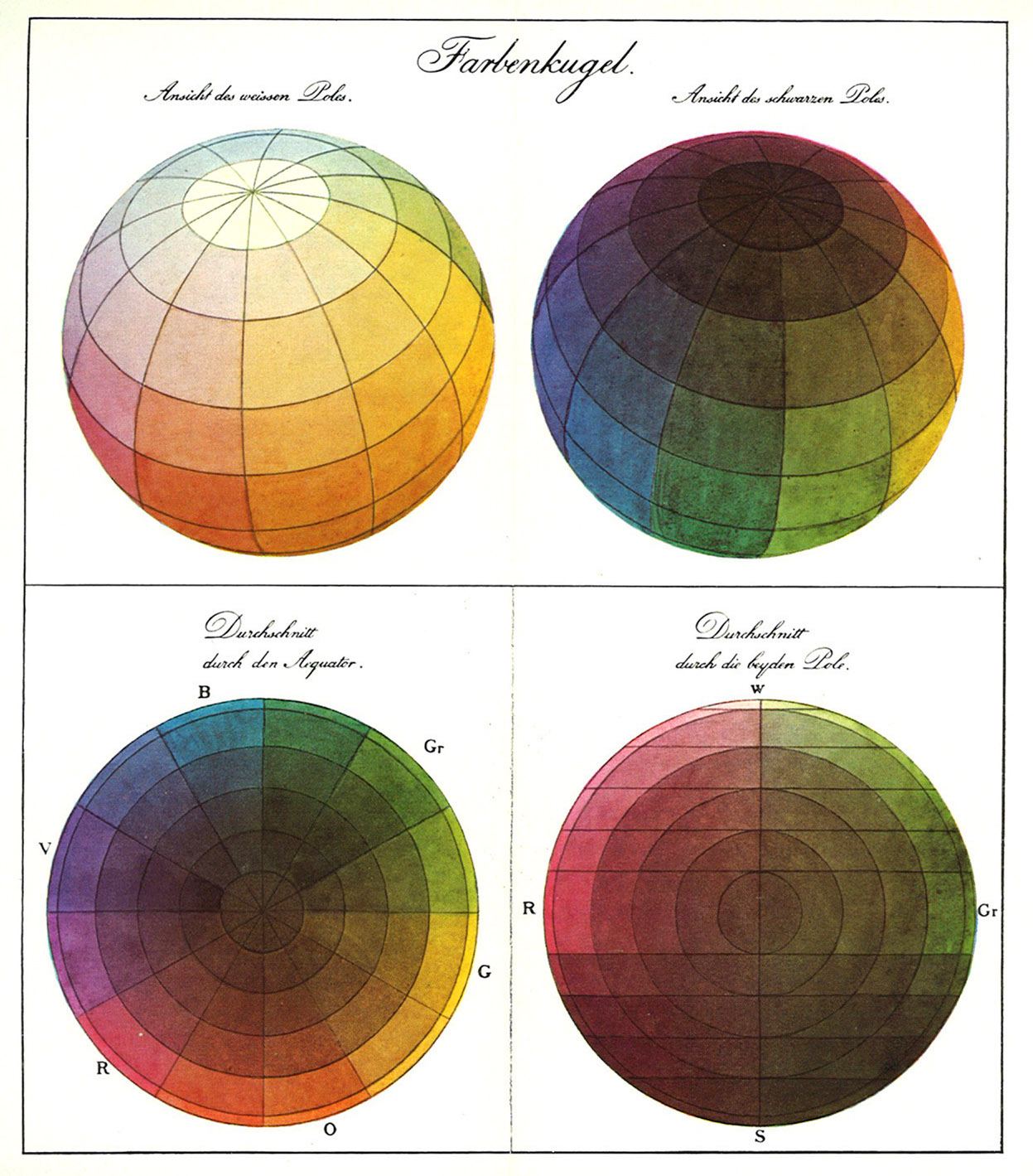
L'esfera de colors de Runge

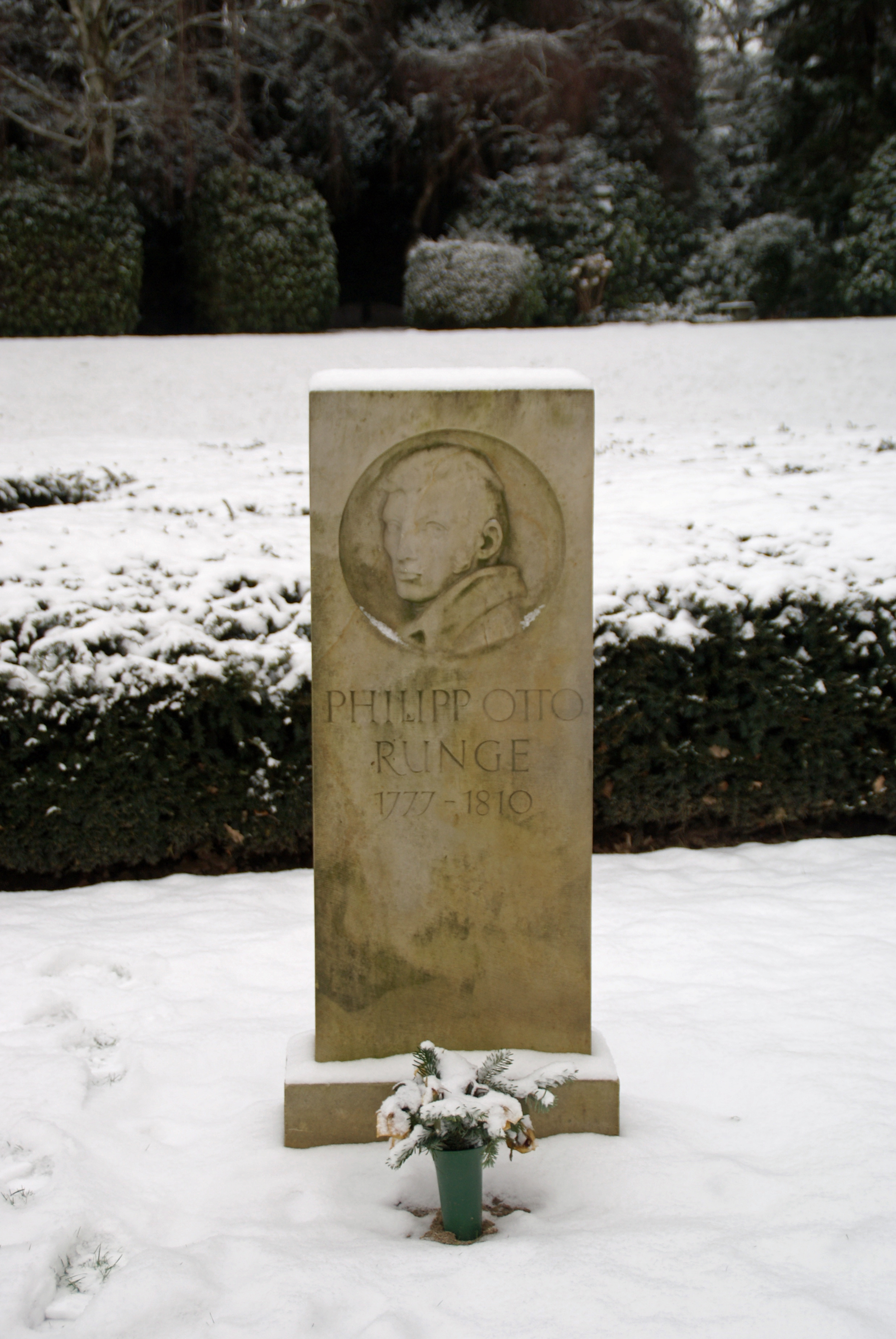
Tomba de Philipp Otto Runge, transferida al cementiri principal d'Hamburg

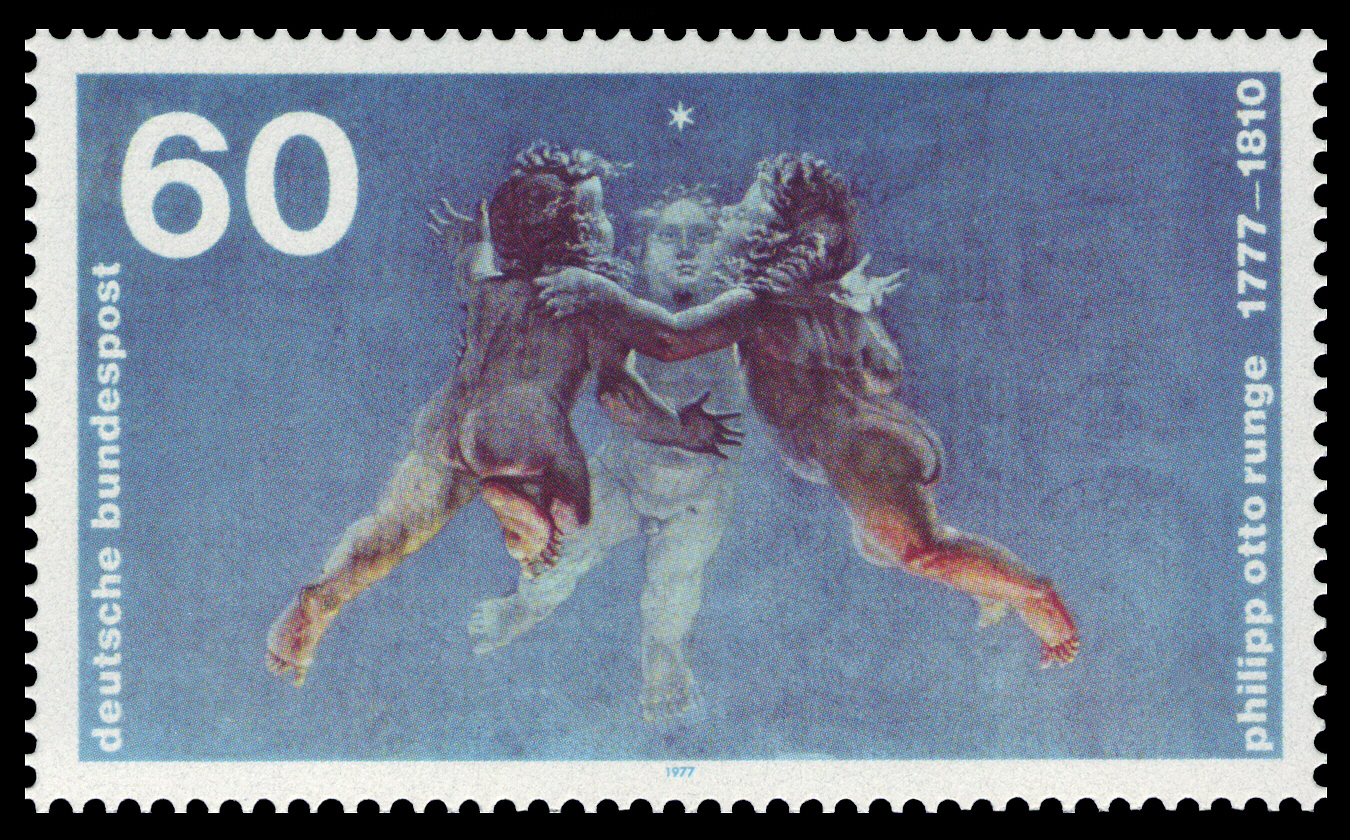
Segell: El Matí (1977)

Philipp Otto Runge va néixer a Wolgast, a la Pomerània sueca, novè dels onze fills de Daniel Nikolaus Runge (1737–1825) i Magdalena Dorothea Müller (1737–1818). El pare de l'artista era comerciant i noliejador. Tot i desitjar que seguís la carrera del negoci patern, aviat els seus pares van acceptar que esdevingués artista. Ben jove va agafar la tuberculosi, malaltia de la qual finalment va morir.
Després dels cursos de disseny amb Heinrich Joachim Herterich i Gerdt Hardorff, el 1799 va començar a estudiar a l'Acadèmia Reial de Copenhaguen (Dinamarca) amb el pintor Jens Juel. De 1801 a 1804, ingressà a l'Acadèmia de les belles arts de Dresden, on va trobar-se amb els romàntics Caspar David Friedrich i Johann Gottfried Quistorp. El poeta Ludwig Tieck va ensenyar-li el místic Jakob Böhme i la filosofia de Novalis. Va trobar-se amb Johann Wolfgang von Goethe durant un viatge cap a Weimar.
El 1801 va enamorar-se de Pauline Bassenge (1786–1881), filla d'un comerciant de Dresden, d'origen hugonot. El pare de Pauline va oposar-se a la relació i només el 1803 va concedir que els casessin. El casament va celebrar-se el 3 d'aril 1804 a Dresden. Tornaren a Hamburg. La parella va tenir quatre fills, dels quals el més petit, Philipp Otto junior, va néixer l'endemà de la mort de son pare. Pauline figurà de model per a moltes obres.

## Obra
Va començar la seva carrera artística com a psaligraf, l'art de retallar el paper. Així, va enviar moltes flors tallades que van servir per a la decoració d'habitacions de Goethe. Va ser un dels exponents més importants del romanticisme primerenc de l'Alemanya septentrional. La seva teoria estètica va ser revolucionària per al temps. La seva esfera de colors, el primer espai de color tridimensional, constituí una aportació major a la teoria de l'art. El seu objectiu era descriure la relació dels colors entre sí.
Els seus paisatges en els quals volia representar l'entorn complet de l'ésser humà, i prescindeix de la simbologia preestablerta, el fan un predecessor de l'obra d'art total (Gesamtkunstwerk).
La seva obra literària es divideix en dues parts: poemes i contes. Va enviar dos contes, escrits en baix alemany, la seva llengua materna, als germans Grimm: El pescador i la seva dona (en baix alemany: Van den Fischer und siine Fru) i Van den Machandelboom (en català: Conte del Juniperus), que des d'aleshores va formar part del patrimoni literari germànic.
L'escriptor Günter Grass va fer-ne uns dels protagonistes de la seva novel·la Der Butt (El turbot). La seva correspondència epistolar amb Clemens Brentano es va publicar el 1974.

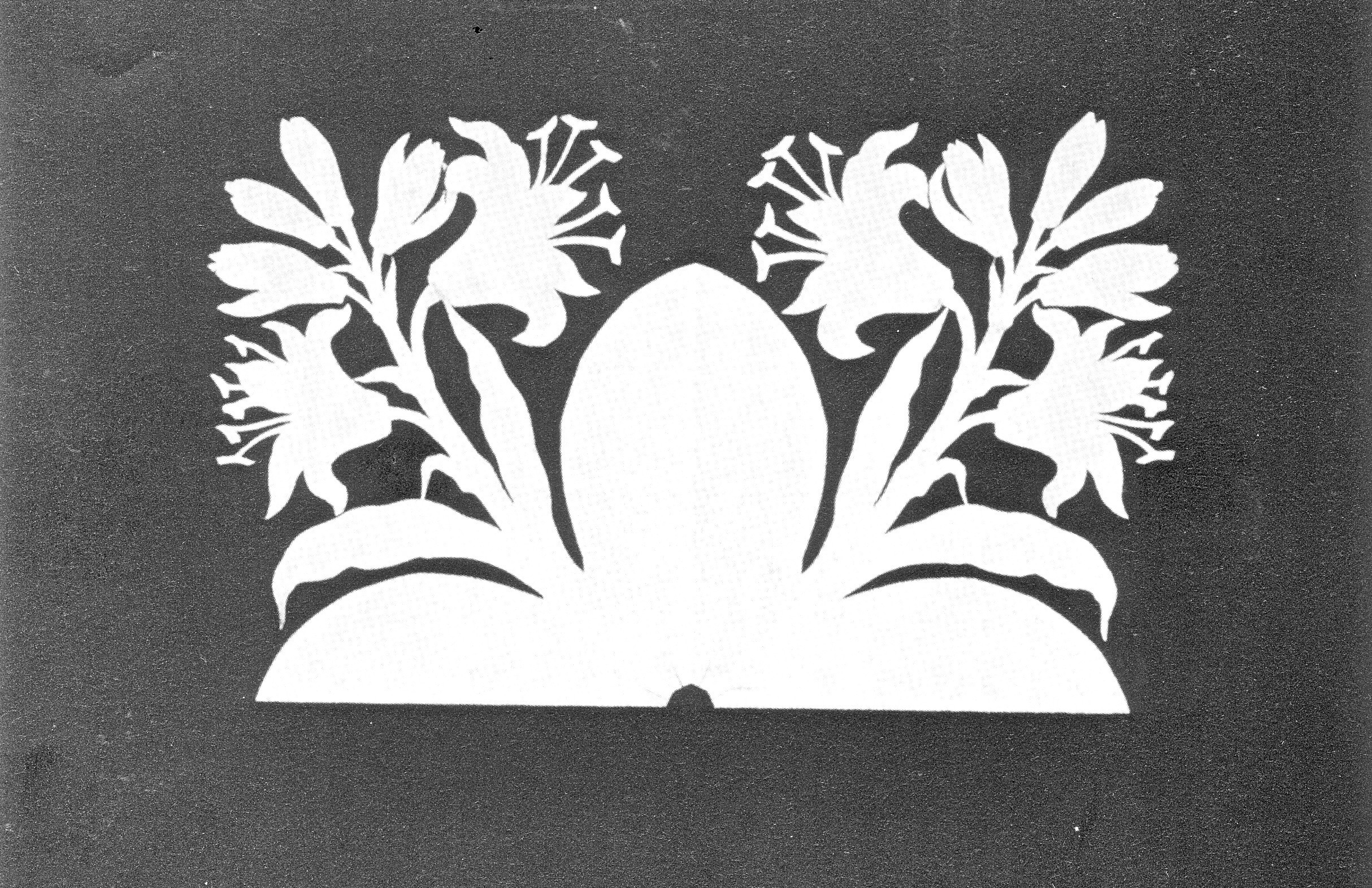
Psaligrafia de lliri i matthiola
Els fills Hülsenbeck
El petit matí
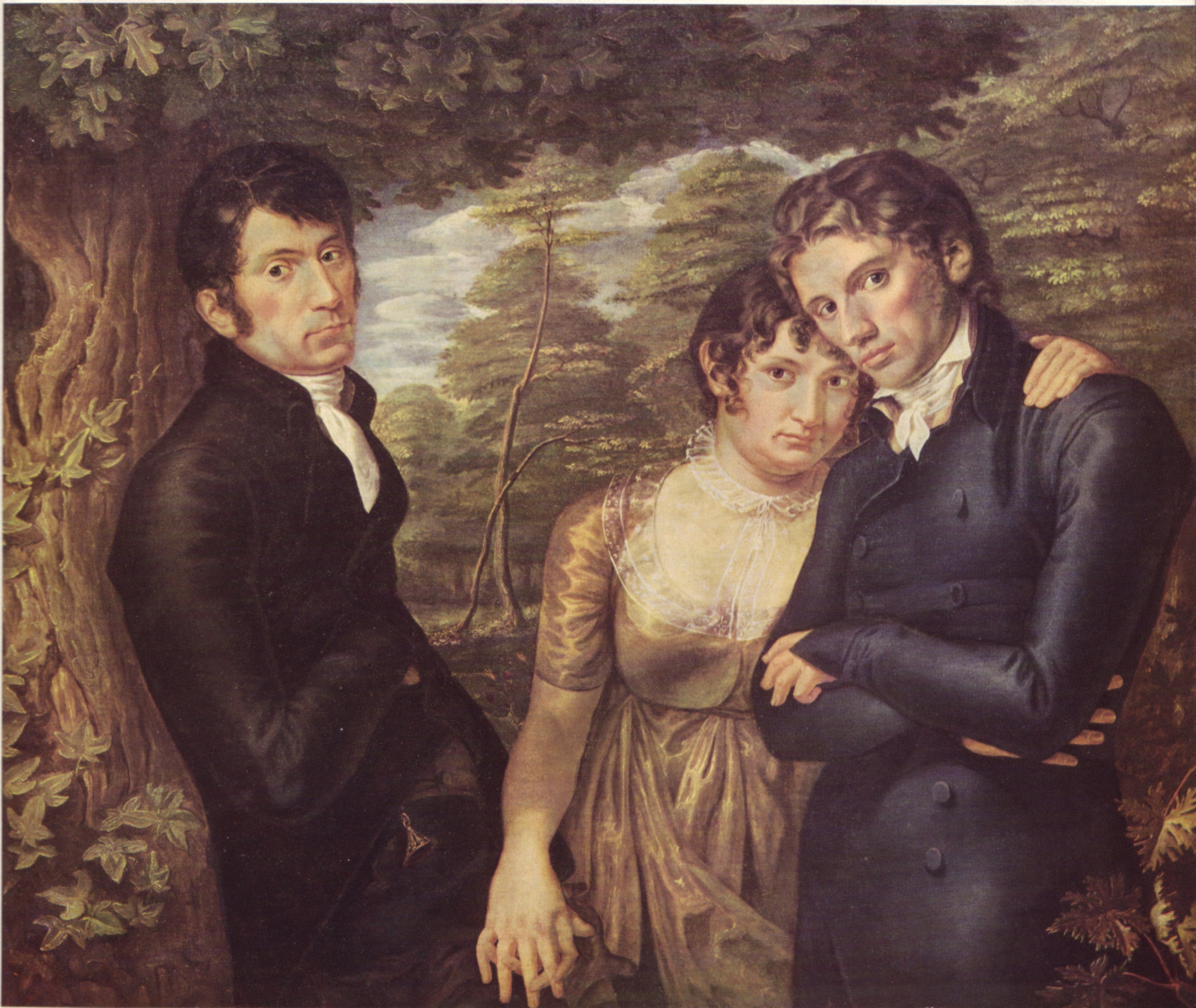
Nosaltres tres: el seu germà Daniel, la seva esposa i el pintor
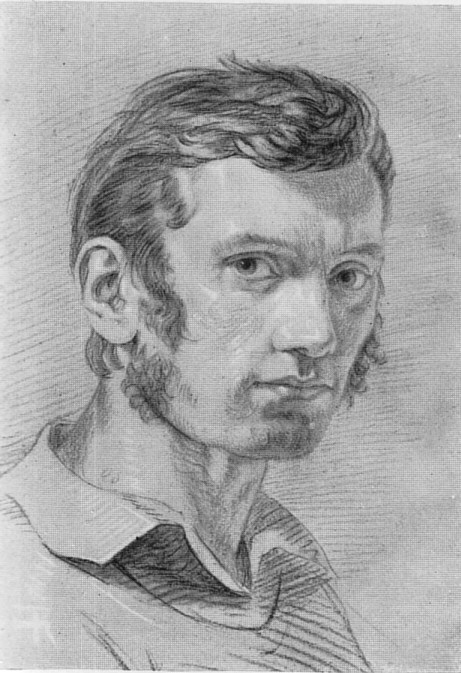
Autoretrat
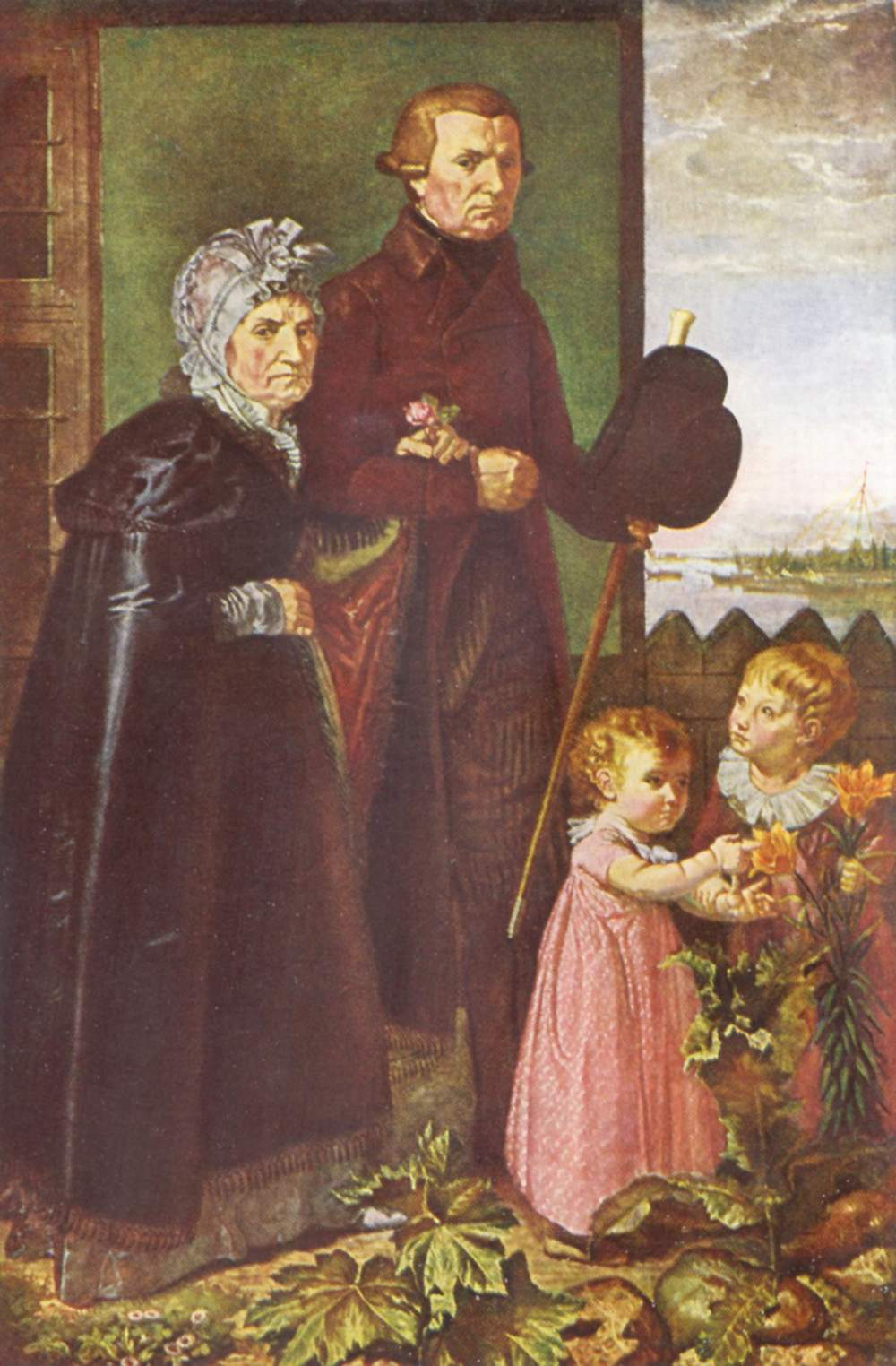
Els pares de l'artista, 1806

## Memòria
- La seva casa nadiua a Wolgast va convertir-se en un petit museu.
- La seva tomba fou transferida al cementiri principal d'Hamburg a Ohlsdorf.
- El 2001, l'institut Wolfgaster Gymniasium va canviar el seu nom pel de Runge-Gymnasium Wolgast.[3]

## Obra
Una part important de la seva obra pictòrica va cremar-se el 1931 en l'incendi del museu Glaspalast de Múnic.
- Autoretrats (1799, 1802, 1806, 1810)
- Vier Tageszeiten (TRAD.: Les quatre estacions)
- Triomf de l'amor (1800)
- Die Heimkehr der Söhne (1800) (El fills tornen a casa)
- Aiguaforts per a il·lustrar l'edició dels Minnelieder aus dem schwäbischen Zeitalter (Trad.: Cançons d'amor del temps de Suàbia) (1803), de Ludwig Tieck.
- Die Zeiten (Quatre aiguaforts), 1803
- Die Lehrstunde der Nachtigall (1803, destruït el 1931 al Glaspalast)
- Die Mutter und Kind an der Quelle (1804, destruït el 1931 al Glaspalast)
- Pauline im grünen Kleid (1804) (Pauline amb vestit verd)
- Wir drei (1805; (trad.: Nosaltres tres), retrat del pintor, la seva esposa i son germà, Daniel, destruït el 1931 al Glaspalast)
- Die Ruhe auf der Flucht (1805/1806)
- Der kleine Morgen (1808) (trad.: El matí petit). Un extret va utilitzar-se'n com a tema d'un segell de correus alemany
- Der große Morgen (Trad.: El matí llarg) (iniciat el 1808, incomplet)
- Arions Meerfahrt (1809)
- Els fills d'Hülsenbeck (1805/1806)
- Briefe und Schriften. Beck, Múnic, 1982. ISBN 3-406-08534-2 (Cartes i escrits)

La major part de la seva obra pictòrica es troba a l'Hamburger Kunsthalle; unes obres es troben al Kulturhistorisches Museum Stralsund de Stralsund.